# Acone
(Dante Alighieri, Paradiso, Canto XVI, 63-66)
Acone è una frazione del comune di Pontassieve che sorge in una zona collinare alle pendici di Monte Giovi sulla riva destra del fiume Sieve. L'esposizione a sud e l'altitudine compresa tra i 400 e i 600 m s.l.m. fanno sì che il clima sia mite in tutte le stagioni. Gli elementi dominanti del paesaggio sono costituiti da oliveti, vigneti, boschi di querce e castagni. Lo stretto legame tra il paesaggio e lo sviluppo rurale è testimoniato dalle attività principali che sono: produzione di olio (olio extravergine di oliva), produzione di vino (Chianti Rufina) e produzione di legna.

## Etimologia
L'etimologia del nome Acone resta tuttora dubbia e incerta. Alcuni la fanno risalire al nome di un qualche colono romano (Aconius), altri all'aggettivo latino acona, come a sottolineare la natura sterile e sassosa del terreno.

## Storia

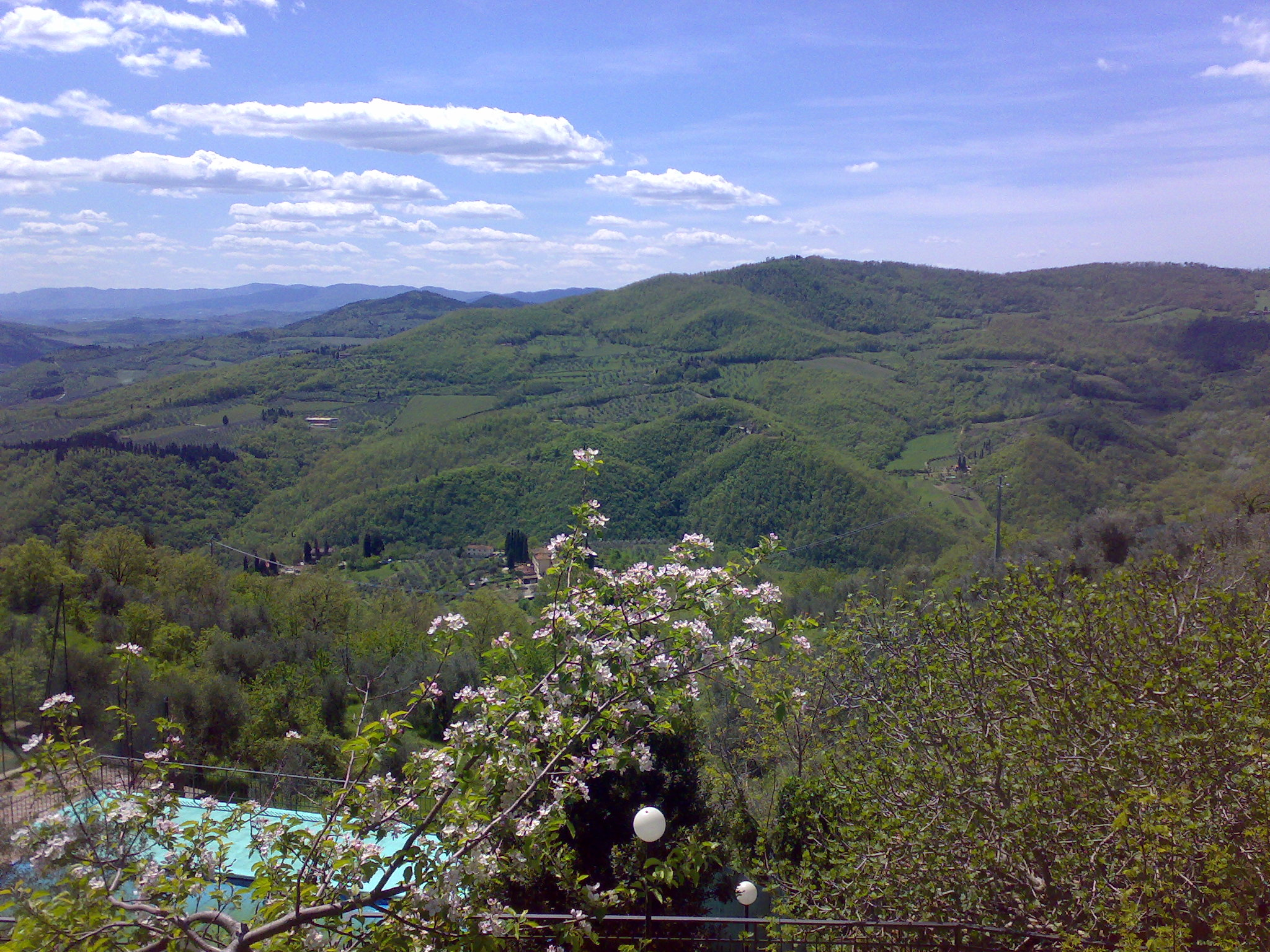
Colline del Chianti Rufina dalla piazza di Acone

I primi insediamenti si verificano intorno al VI secolo a.C. a seguito della realizzazione di una strada che dalla cima di Monte Giovi arriva fino a Fiesole.
Durante la Seconda guerra punica, nel 217 a.C., l'area sulla quale poi sarebbe sorto il primo borgo rurale viene attraversata dall'esercito di Annibale.
Tra il IX e il X secolo l'area viene compresa nel feudo dei Conti Guidi di Romagna che fissano la loro residenza nel Castel d'Acone. È in questo periodo che sorgono i primi borghi rurali. Intorno al X secolo vi è inoltre la costruzione della prima chiesa con il nome di Sant'Eustachio in Jerusalem nell'area dove sorge l'odierno cimitero. Successivamente, alla fine del X secolo, la chiesa viene ricostruita nella sua posizione attuale con il nome di Pieve di Sant'Eustachio in Acone.
L'XI secolo vede la costruzione di altre chiese (Chiesa di Santa Maria in Acone e Chiesa di San Martino a Petroio) e la nascita del cosiddetto Pieviere di Acone.
Successivamente i terreni vengono confermati di proprietà dei Conti Guidi di Romagna da parte di Arrigo VI e Federico II di Svevia. Nel 1099 Alberto e Ugo, eredi del conte Guido, donano i loro possedimenti all'Eremo di Camaldoli.
Castel d'Acone diventa, nella prima metà del XIII secolo, residenza della contessa Beatrice dei Conti di Capraia, vedova del conte Marcovaldo di Dovadola.
Sempre nel XIII secolo nasce ad Acone la nobile casata de' Cerchi che successivamente si sposterà a Firenze. Ed è proprio Castel d'Acone la loro prima residenza. I Cerchi, insieme ad Acone, sono menzionati da Dante nella Divina Commedia.
Nel 1308 Acone si unisce alla Lega dei popoli di Diacceto, Monteloro e Rignano per poi entrare a far parte nel 1375 nella podesteria di Pontassieve.
La famiglia fiorentina de' Medici, nel XIV secolo, spodestati i Comuni, acquisisce il territorio dove sorge Acone. Testimonianza de' Medici la si può tuttora trovare in una lapide posta all'ingresso della Pieve.
Tra il XVI e il XVII secolo, in epoca Granducale, Acone viene ampliato nella sua attuale posizione geografica. Dopo un breve periodo di dominazione napoleonica il XIX secolo vede Acone al suo massimo sviluppo come borgo rurale. Nel 1840 la frazione conta 954 abitanti.

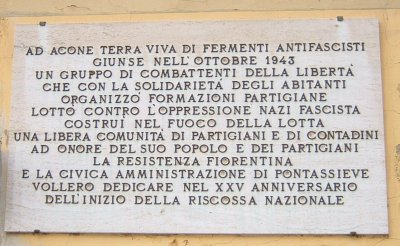
Lapide commemorativa della resistenza antifascista posta sulla facciata della Coop. l'Emancipatrice, Acone

Gli anni quaranta vedono Acone – e le campagne circostanti – diventare un luogo storicamente importante per le prime aggregazioni di formazioni partigiane. È proprio a Monte Giovi che, dopo l'8 settembre 1943, si formano alcune delle più importanti brigate partigiane tra cui: la Gruppo Pontassieve, la Faliero Pucci e la Spartaco Lavagnini. Successivamente anche altre brigate – formatesi altrove – vengono per operare nella zona: è il caso della brigata Caiani e della brigata Lanciotto Ballerini.
La peculiarità di Acone nella storia della Resistenza toscana deriva principalmente dal fatto che per la prima volta un intero paese – soprannominato la "montagna rossa" – offre collaborazione ai partigiani in maniera spontanea. L'intera popolazione di Acone, infatti, subito dopo l'armistizio, si impegna notevolmente nel soccorrere i prigionieri alleati e i soldati italiani sbandati. Al di là dell'impegno politico entrano in gioco quei valori di ospitalità e fratellanza legati alla tradizione contadina.
Tra i personaggi di Acone più significativi di quegli anni c'è Don Egidio Brogi, parroco di Santa Maria unitosi alla formazione partigiana Gruppo Acone, il quale dopo la ritirata dei tedeschi a seguito dell'armistizio del 1943 darà ospitalità ad oltre trecento persone tra partigiani, ex prigionieri e sfollati della zona. La scrittrice e giornalista Oriana Fallaci, con il nome di battaglia di Emilia, nell'autunno del 1943 accompagnò, in un lungo viaggio in bicicletta da Firenze fino ad Acone, due soldati britannici.

## Monumenti e luoghi d'interesse

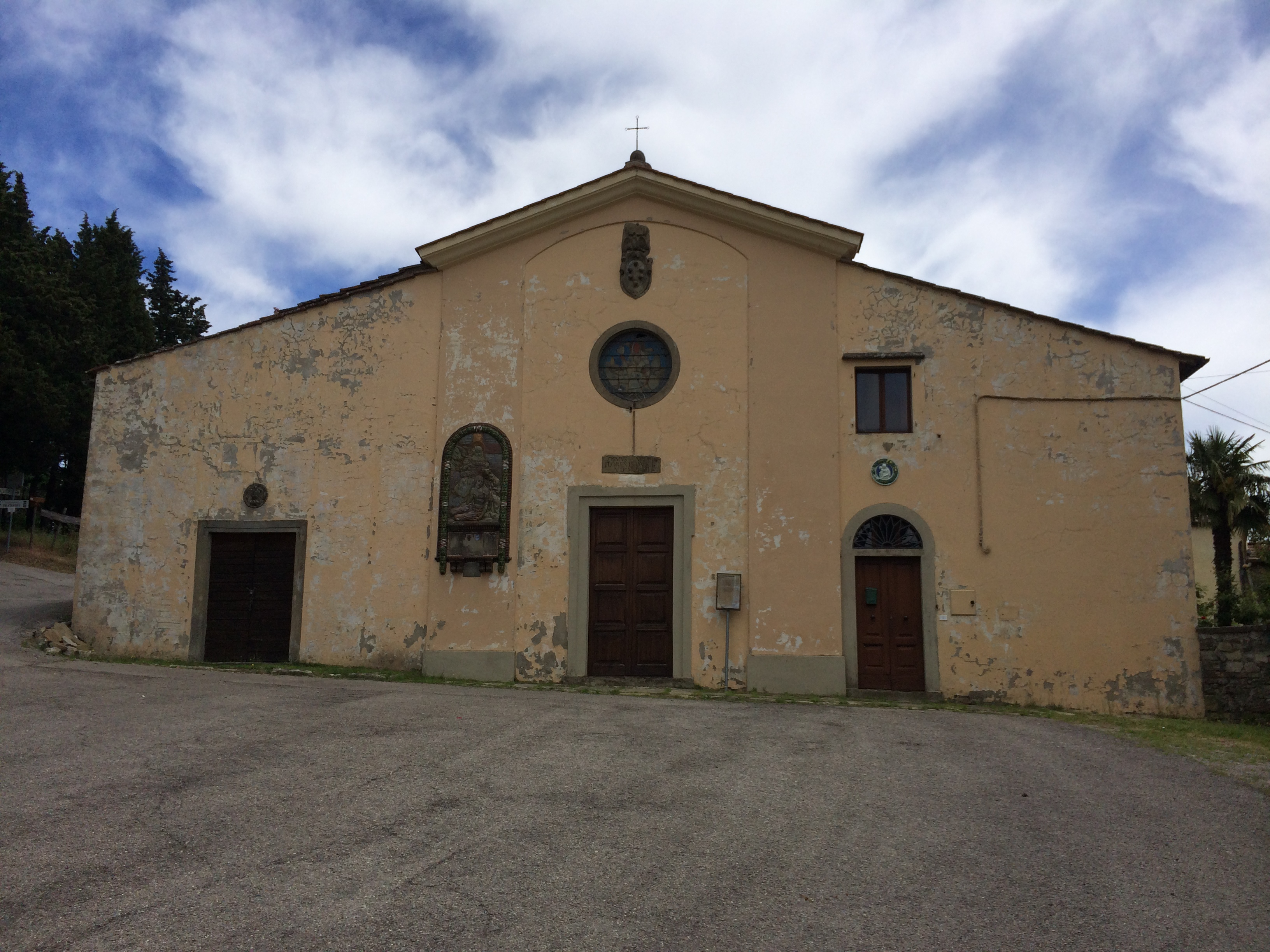
Facciata della Pieve di Sant'Eustachio in Acone

### Pieve di Sant'Eustachio in Acone
La sua fondazione risale al X secolo con il nome di Sant'Eustachio in Jerusalem. Mantiene questo nome fino alla fine del X secolo dopodiché assume il nome attuale di Pieve di Sant'Eustachio in Acone. Viene costruita in sostituzione di un'altra chiesa che ha lo stesso nome originario, ma che si trova in un punto diverso del paese (dove sorge l'attuale cimitero). Tale riedificazione riporta fedelmente la struttura originaria alla quale vengono aggiunte la casa plebana sul lato destro (l'attuale canonica) e il cosiddetto locale della compagnia sul lato sinistro.
A causa di un terremoto avvenuto nel 1442, Cosimo II de' Medici fa ristrutturare completamente la chiesa nel 1552, come risulta dall'iscrizione scolpita in una targa di pietra murata nella facciata: "COSMUS MEDICES - FLORENTIAE DUX II - A.D.M.D.LII" ovvero "Cosimo de' Medici, Secondo Duca di Firenze, Anno Domini 1552".
L'interno è formato da un'unica navata coperta da una volta a botte decorata con la tecnica dei falsi cassettoni. All'interno della struttura sono presenti molti elementi barocchi, alcuni dei quali riproposti anche nell'adiacente canonica.

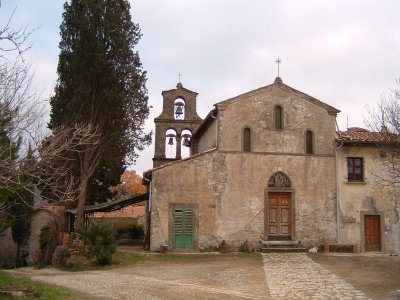
Facciata della Chiesa di Santa Maria in Acone

### Chiesa di Santa Maria in Acone
La sua fondazione, come oratorio, risale al 925. La chiesa ha tra i suoi patroni i Donati e l'Ospedale fiorentino di San Matteo. Notevolmente rimaneggiata nel corso dei secoli, subisce un completo restauro nel 1910 ad opera dei fratelli Leto e Galileo Chini. A quest'epoca risalgono la decorazione dell'abside, il paliotto d'altare in ceramica e la lunetta con l'Assunta sul portale d'ingresso.
Appartengono a questa chiesa una tavola con la Madonna in trono e santi (fine del XV secolo) e una tela con la Madonna del Carmine (XVI secolo). Entrambe le opere si trovano presso la Cappella della Misericordia di Pontassieve a seguito di un restauro. Sulla facciata è murato un frammento erratico in arenaria, con decorazioni a intreccio, risalente al XII secolo.
Dal 2001 la chiesa e gli annessi locali sono stati affidati dalla Diocesi di Firenze alla comunità ecclesiale dei Ricostruttori nella preghiera. Nel corso degli anni questa piccola comunità ha attrezzato i locali di pertinenza della chiesa con un atelier di pittura e scultura, un'officina del ferro battuto, una falegnameria e un laboratorio di erboristeria.

### Cappella di Castel d'Acone
La cappella, la cui costruzione risale a circa il XIII secolo, è dedicata alla Beata Umiliana de' Cerchi e si trova nel piazzale di Castel d'Acone, antica residenza e luogo di provenienza della famiglia de' Cerchi.
Lo stile è tipicamente rinascimentale: spicca sulla facciata un portale d'ingresso sormontato da un timpano ad arco spezzato, al centro del quale vi è l'anagramma di Bernardino da Siena. L'interno della cappella è costituito da un unico altare ed è caratterizzato da un dipinto attribuito al Guercino raffigurante l'apparizione della Madonna alla Beata Umiliana. Il soffitto ha una copertura a travicelli.

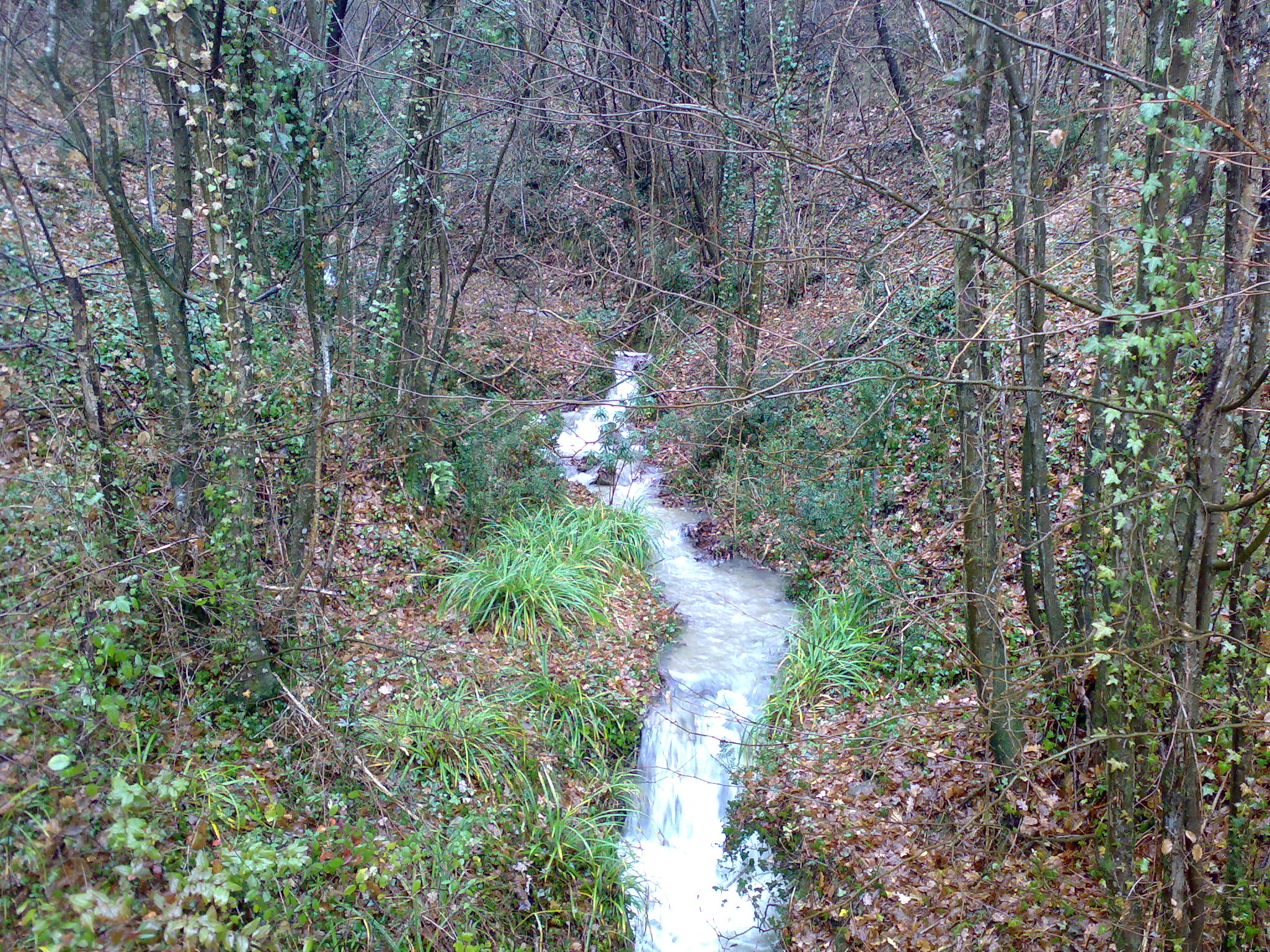
Il fosso dell'Argomenna che alimentava il mulino di Petroio

### Il mulino di Petroio
Detto anche mulino della Pigna, questo edificio è posto lungo il fosso dell'Argomenna e la sua costruzione risale ai primi anni del Trecento. Un documento del 1323 riporta che «Giovanni di Corso Donati concede in affitto per quattro anni, a Guido di Chetto da S. Martino a Petroio, un mulino con annessa abitazione, orto, piazzale, resede, gora, e tre particelle di terreno coltivabile, per un canone annuo di 37 staia di grano [...]».
Analizzando la muratura è possibile desumere che la pianta originaria fosse di modeste dimensioni e che successivamente sia stata ampliata con la costruzione dell'abitazione che avrebbe così inglobato il vecchio mulino. Del 1871 è l'ultimo documento storico rintracciabile dell'attività di molitura: «Carlo Trentanove conduce il Mulino d'Argomenna [...] a due palmenti. Raggiunge il massimo dell'attività in novembre, mentre è al minimo in agosto. La tassa per il 1871 ammonta a £ 617,87».

### Il mulino di Vallecchio
È un edificio la cui costruzione è attribuibile al XIII-XIV secolo. Si tratta di un mulino collinare edificato su un terrazzamento sopra la valle del torrente Uscioli. Si suppone che il salto che il torrente fa in quell'area servisse come punto di derivazione per il mulino considerata la probabile forza motrice che svilupperebbe. L'edificio non era più attivo già dall'inizio del Quattrocento. Un documento del 1427 riporta che «Ser Antonio di Francesco di Valdisieve denuncia il possesso d'un podere con tre case, due da mezzadri ed una che fu già mulino, il luogo detto Vallecchio [...]».

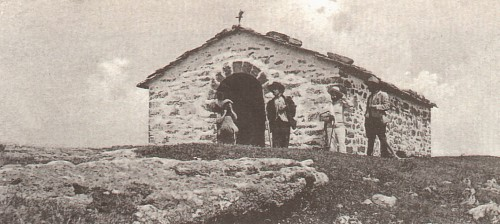
Il chiesino di Monte Giovi in una fotografia del 1912

### L'area archeologica di Monte Giovi
I primi reperti archeologici sono rinvenuti casualmente nel 1972 durante la costruzione di una strada. Successivamente vengono localizzate due distinte aree, entrambe limitate per estensione: una situata a circa 100 metri dalla cima del monte ed una situata sulla cima stessa. Nella prima area vengono portate alla luce oltre duemila punte di frecce di ferro, alcuni frammenti di bronzo, varie ceramiche e due statuette di bronzo integre rappresentanti due figure maschili stilizzate, oggi visibili al Museo Civico Archeologico di Fiesole. Nella seconda area sono ritrovati frammenti di vasi appartenenti al periodo etrusco, tutti riconducibili a varie tipologie di ceramiche (bucchero a pareti sottili, buccheroide grigio, terrecotte d'impasto, etc.).
Grazie all'interessamento del Dipartimento di Scienze dell'Antichità, Medioevo e Rinascimento e Linguistica dell'Università degli Studi di Firenze viene iniziata una nuova campagna di scavo nel 2011.
La nuova concessione di scavo, finanziata dall'Unione di Comuni Valdarno e Valdisieve e portata avanti dalla cattedra di Etruscologia e Archeologia italica, ha permesso di rinvenire resti di un insediamento etrusco sulla parte più alta di Monte Giovi databile tra il IV e il IV secolo a.C.
L'area pianeggiante individuata è di circa 1300 m², ed era già evidente in alcune foto aeree del 1960 e del 1970. Al suo interno sono stati rinvenuti reperti riferibili a olle e ceramiche domestiche oltre ad alcuni frammenti di bucchero.
Si è dunque ipotizzato che Monte Giovi, oltre ad aver rappresentato un'area fortificata all'interno del cosiddetto ager Faesulanus, sia stato anche un luogo di culto.

## Suddivisione territoriale

### Il plebato di Acone
Intorno al XIII secolo il comune di Pontassieve viene diviso in distretti territoriali detti plebati che fanno capo alle pievi presenti sul territorio. Prendono generalmente il loro nome dalla pieve di riferimento: Acone diventa quindi uno dei sei plebati di Pontassieve. A loro volta i plebati vengono suddivisi territorialmente in base alla dislocazione di chiese minori.
Inizialmente il pieviere (utilizzato come sinonimo di plebato) non comprende solo il circondario della frazione, ma tutta quella porzione della valle inferiore al fiume Sieve dalla cima di Monte Giovi fino ad arrivare a Montefiesole. Successivamente con il nome Pieviere di Acone si indica invece solo una piccola porzione della valle, cioè quella compresa tra la pieve di S. Eustachio in Acone e la chiesa di S. Maria in Acone.
Il plebato di Acone è originariamente così composto:
1. Acone, S. Eustachio
2. Acone, S. Maria
3. Aceraia, S. Margherita
4. Colognole, S. Andrea (comprensiva della chiesa di S. Piero a Colognole)
5. Colognole, S. Brigida
6. Colognole, S. Ellero (ovvero S. Ilario)
7. Grignano, S. Martino
8. Montebonello, S. Miniato
9. Petroio, S. Martino
10. Vicoferaldi, S. Maria

Tra il XIII secolo e il XIV secolo ogni anno, in occasione della festa di san Giovanni Battista (24 giugno), tutti i prodotti dei terreni del plebato vengono presentati come censo al Vescovo di Firenze. Successivamente ogni plebato versa alla chiesa fiorentina l'importo della Decima che viene trascritto nel cosiddetto registro delle Rationes Decimarum.

### Situazione attuale
Attualmente la frazione Acone ricopre una superficie di poco inferiore ai 5 ettari, e comprende sostanzialmente tutti i terreni che si estendono dalle pendici di Monte Giovi fino al confine con Santa Maria.
Le uniche due chiese rimaste territorialmente legate alla frazione sono S. Eustachio in Acone (la pieve) e Santa Maria in Acone (quest'ultima filiale alla pieve). Per la Curia fiorentina Acone è una cosiddetta parrocchia extraurbana.

### Toponimi
Ognuno dei seguenti toponimi rappresenta un gruppo di case, un confine di terreni, un luogo – alle volte anche un semplice incrocio di strade – cui viene conferito dagli abitanti un particolare significato (per la caccia, l'agricoltura, la presenza di una fonte di acqua, un avvenimento particolare, etc.):

Realizzazione del ponte sul torrente Argomenna in una foto del 1947

- Albero (Pian d')
- Belvedere
- Brucoli
- Capiteto
- Casalta
- Case (Le)
- Cassero
- Castellaccio (Borro di)
- Fontanella
- Fontanino (o Fonte al topo)
- Fossatino
- Guardingo (o Vardingo)
- Lastra
- Lastro
- Lori
- Morra
- Peretola
- Pratali
- Pratelli
- Ranocchia (Borro della)
- Rialta
- Rimaggio (Fosso di)
- Setriano
- Stanica
- Vaccamorta (Borro di)
- Vallecchio (o Valecchio)
- Valle
- Valli (Le)

### Viabilità
A seguito di molti lavori di urbanizzazione la frazione di Acone è raggiungibile da tre diverse strade: la prima e più antica (via dell'Argomenna) parte da Montebonello, costeggia il torrente Argomenna, lo attraversa con un ponte realizzato intorno alla metà del Novecento e poi sale molto ripida fino al borgo passando per Santa Maria.
La seconda (via Sant'Eustachio), realizzata intorno agli anni cinquanta, parte sempre da Montebonello in direzione della pendice meridionale di Monte Giovi e arriva direttamente nel cuore del borgo.
La terza (via Antonio Montinaro), resa transitabile nel 2004 grazie a lavori di asfaltatura, parte – al contrario delle precedenti – dalla sommità di Monte Giovi (in località Tamburino) per scendere fino ad Acone e ricongiungersi con via Sant'Eustachio.
Il paese è attraversato da un'unica strada, via Sant'Eustachio che in un tratto – quello più centrale – diventa via della Vittoria in memoria dell'armistizio del 4 novembre 1918 che decretò la fine della prima guerra mondiale.

## Strutture ricettive
La frazione dispone di un'unica struttura ricettiva pubblica (di proprietà del comune di Pontassieve) chiamata La fonticina di Acone in ragione della piccola fontana presente sul muro principale della struttura. È adibita ad uso foresteria ed è ricavata dai locali della ex scuola elementare. Quest'ultima infatti non è più in funzione dagli anni settanta. Esistono tuttavia molte strutture private (prevalentemente aziende agrituristiche) che consentono il pernottamento in zona.

## Informazioni
- Posto telefonico pubblico: tel. 055 8361657
- Società cooperativa l'Emancipatrice (con funzioni di pro loco): tel. 055 8361657 (lun-sab 9.30-12.30 / 17.30-19.30 dom 9.30-12.30)
- Circolo ricreativo: tel. 055 8361719

| Superficie territoriale              | 4,72 ha       |
| Abitanti                             | 101           |
| Addetti                              | 3             |
| Densità territoriale abitativa       | 21,38 ab/ha   |
| Superficie coperta                   | 8.682 m²      |
| Volume edificato                     | 48.136 m³     |
| Rapporto di copertura [e/a]          | 0,18 [m²/m²]  |
| Densità territoriale di volume [f/a] | 1,02 [m³/m²]  |
| Standard                             | 0,80 [ha]     |
| Parcheggi pubblici                   | 1.214 [m²]    |
| Posti auto                           | 56            |
| Parcheggi per abitante [l/b]         | 12,27 [m²/ab] |
| Posti auto per abitante [m/b]        | 0,55 [n/ab]   |
| Verde pubblico di quartiere          | 2.015 [m²]    |
| Verde per abitante [p/b]             | 19,95 [m²/ab] |
| Strade                               | 0,74 [ha]     |
| Superficie fondiaria [a-i-r]         | 3,18 [ha]     |
| Rapporto di copertura [e/s]          | 0,27 [m²/m²]  |
| Densità fondiaria di volume [f/s]    | 1,51 [m³/m²]  |
| Altezza media edifici [f/e]          | 5,54 [m]      |

Fonte: comune di Pontassieve - censimento 2001

## Manifestazioni

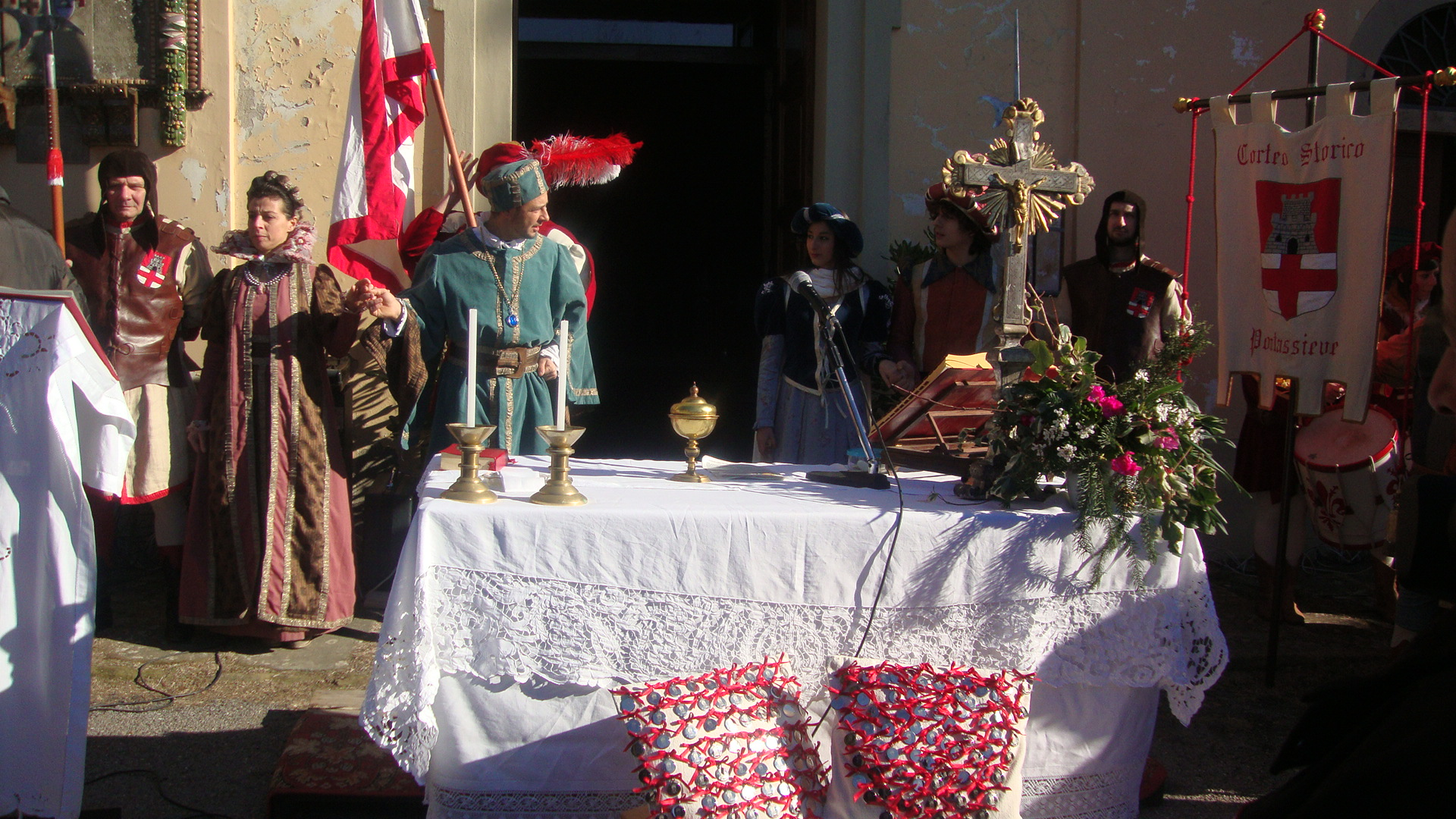
Gennaio 2012: un'immagine della festa di S. Antonio Abate

### Festa in onore di S. Antonio Abate e solenne benedizione degli animali
- Quando: gennaio (seconda domenica)
- Dove: Pieve di S. Eustachio in Acone
- Cosa: S. Antonio è considerato il protettore degli animali, tanto che spesso viene raffigurato insieme ad un maiale con una campanella al collo. La Parrocchia di S. Eustachio in Acone in collaborazione con il Comune di Pontassieve e il Circolo ArciNova di Acone organizza una messa solenne sul sagrato della Pieve cui segue la benedizione degli animali, portati per l'occasione dai partecipanti. Alla manifestazione è presente il corteo storico del Comune di Pontassieve.

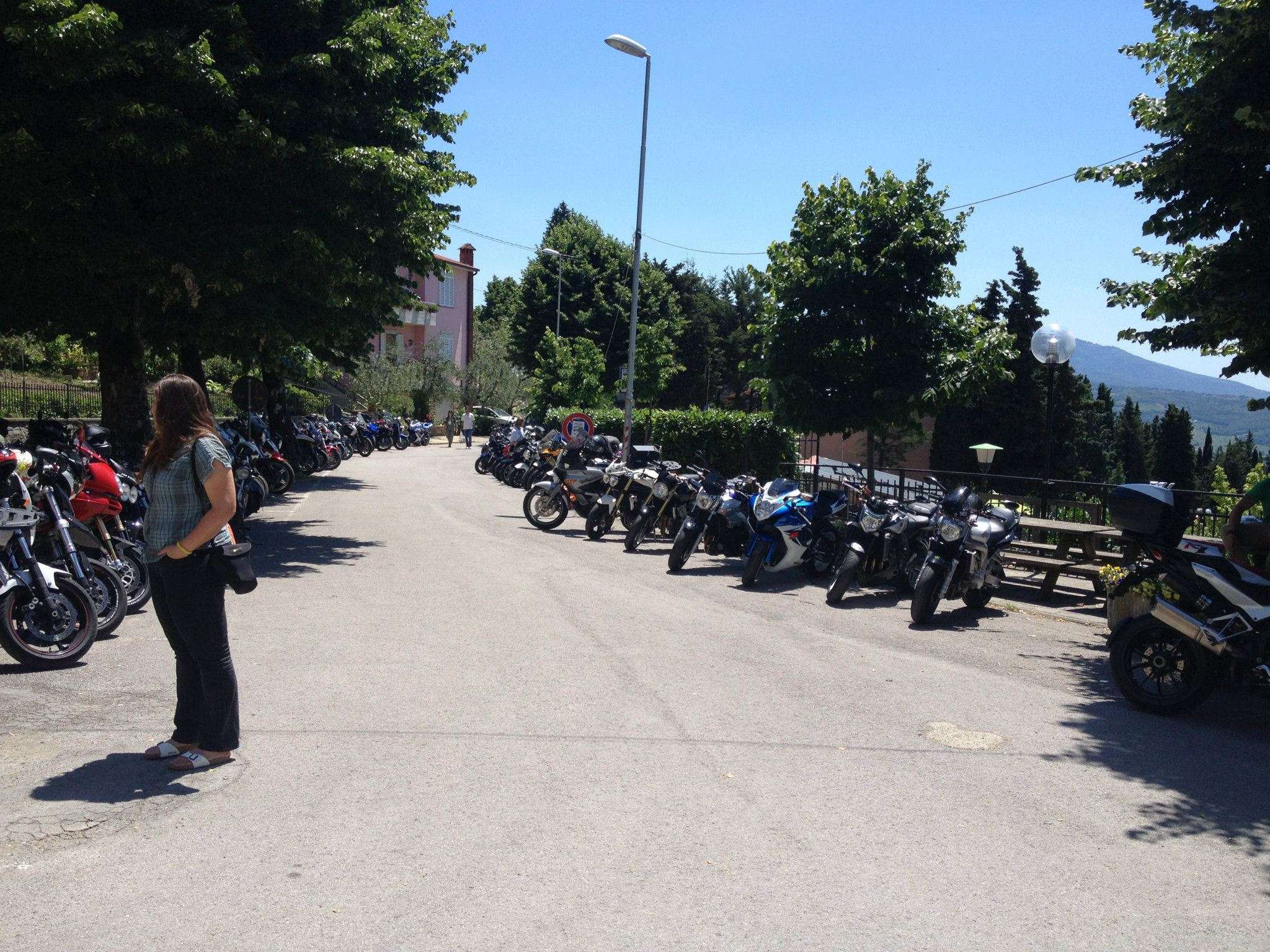
Giugno 2013: un'immagine del motoraduno

### Motopenna all'aconese
- Quando: giugno (seconda o terza domenica)
- Dove: l'itinerario cambia di anno in anno
- Cosa: raduno motociclistico, la cui partenza ed il cui percorso varia di anno in anno, che termina con l'arrivo nella piazza principale di Acone.

### Trofeo podistico "Acone"

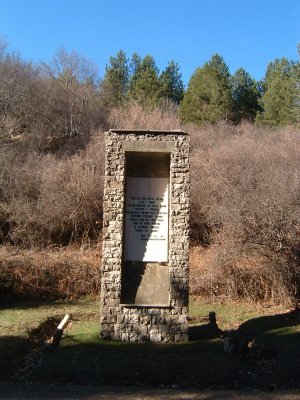
Monumento del Chiesino di Monte Giovi

- Quando: giugno (ultima domenica)
- Dove: piazza principale
- Cosa: gara podistica non competitiva promossa con il patrocinio del Comune di Pontassieve (assessorato allo sport) per un totale di circa 15 km. La partenza è prevista dalla piazza del paese.

### Festa dei partigiani e dei giovani
- Quando: luglio (secondo fine settimana)
- Dove: abetina di fronte alla Capra (Monte Giovi)
- Cosa: si tratta della festa partigiana più importante della provincia di Firenze. La manifestazione è organizzata dall'ANPI della provincia di Firenze, la Regione Toscana, i Comuni di Pontassieve, Borgo San Lorenzo, Dicomano, Firenze, Pelago, Rufina, Vicchio, la Città metropolitana di Firenze, l'Unione dei Comuni Valdarno e Valdisieve e la Comunità montana Mugello. Il sabato è dedicato ai giovani con feste e balli che durano fino a tarda notte. La domenica è dedicata alle commemorazioni ufficiali dei partigiani e della resistenza.

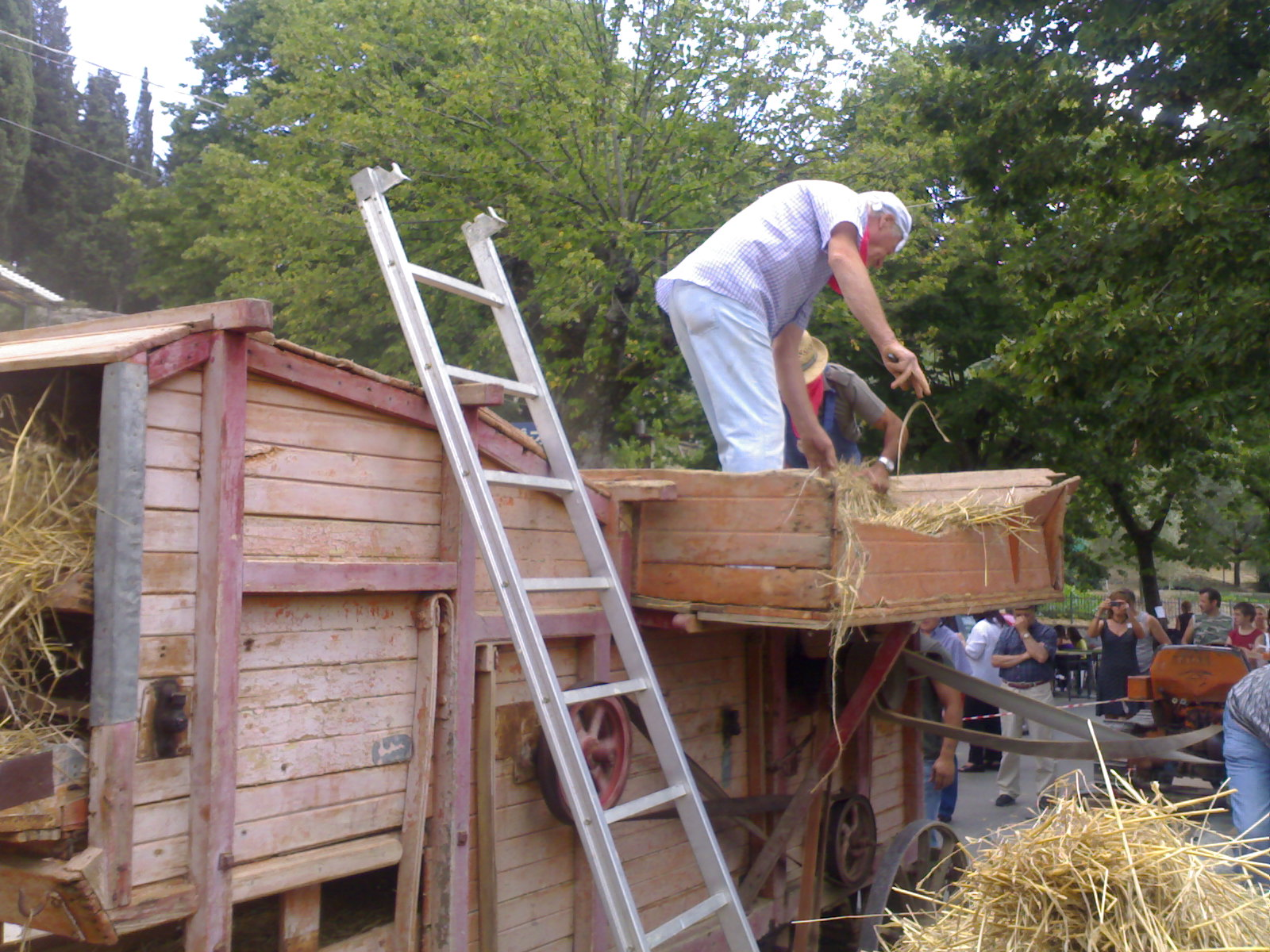
Luglio 2007: un'immagine della battitura del grano

### Festa della battitura
- Quando: luglio (terza domenica)
- Dove: piazza principale
- Cosa: classica rievocazione della battitura del grano attraverso l'utilizzo di macchinari d'epoca (come trattori e battitrici) cui segue un pranzo allestendo i tavoli direttamente intorno alla piazza. Piatto forte, come vuole la tradizione, è l'ocio cucinato in umido o come condimento per le pappardelle.

### Il mercatino dei ragazzi
- Quando: luglio (ultima domenica)
- Dove: piazza principale
- Cosa: durante l'anno i bambini di Acone realizzano artigianalmente oggetti e manufatti di varia natura (stoffe, piccole sculture, disegni, etc.) che vengono poi venduti sui banchi posti circolarmente nella piazza del paese. Il ricavato della vendita viene devoluto totalmente in beneficenza alla Croce Azzurra di Montebonello.

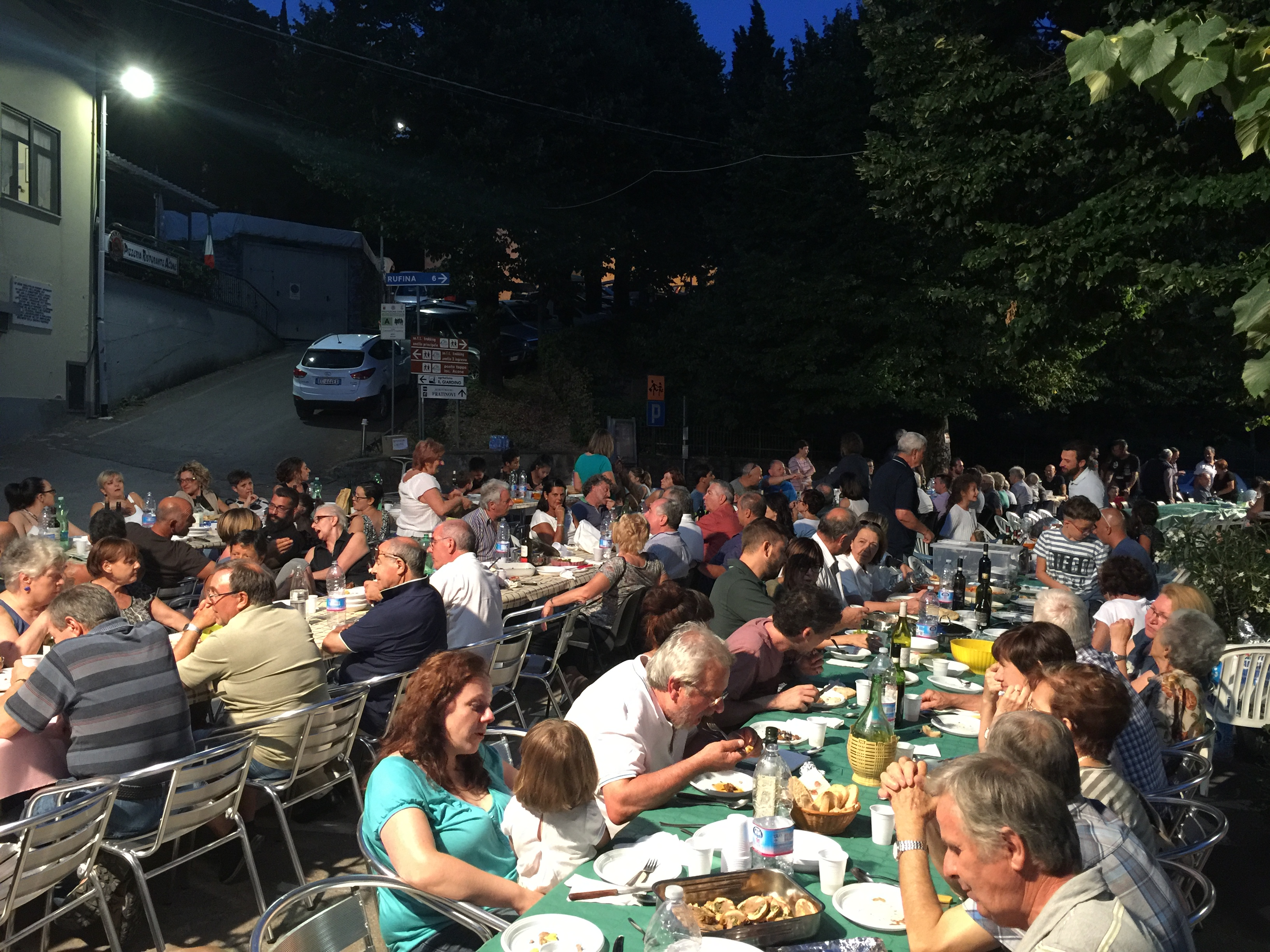
Agosto 2016: un'immagine della piazza di Acone durante la manifestazione

### Acone a tavola
- Quando: agosto (prime due settimane)
- Dove: piazza principale
- Cosa: ogni abitante prepara una propria specialità per poi condividerla con gli altri commensali; una lunga tavolata occupa buona parte della piazza e un tratto di via Sant'Eustachio e via della Vittoria. Tutti sono invitati: amici, parenti, forestieri, turisti di passaggio. Unico requisito: preparare qualcosa da condividere con gli altri.

### La Casa di Babbo Natale
- Quando: 8 dicembre
- Dove: La Fonticina di Acone
- Cosa: I locali della ex scuola elementare di Acone si trasformano nella Casa di Babbo Natale con giochi, attrazioni e intrattenimento per bambini.

### Notte di Natale
- Quando: 24 dicembre
- Dove: Pieve di S. Eustachio in Acone e circolo ArciNova
- Cosa: Santa Messa di Natale con esposizione del Bambinello nel Presepe dei boschi, suggestivo presepe ricavato dalla corteccia degli alberi. Dopo la Santa Messa, arrivo di Babbo Natale con il suo ciuchino per festeggiare con i bambini.

## Curiosità

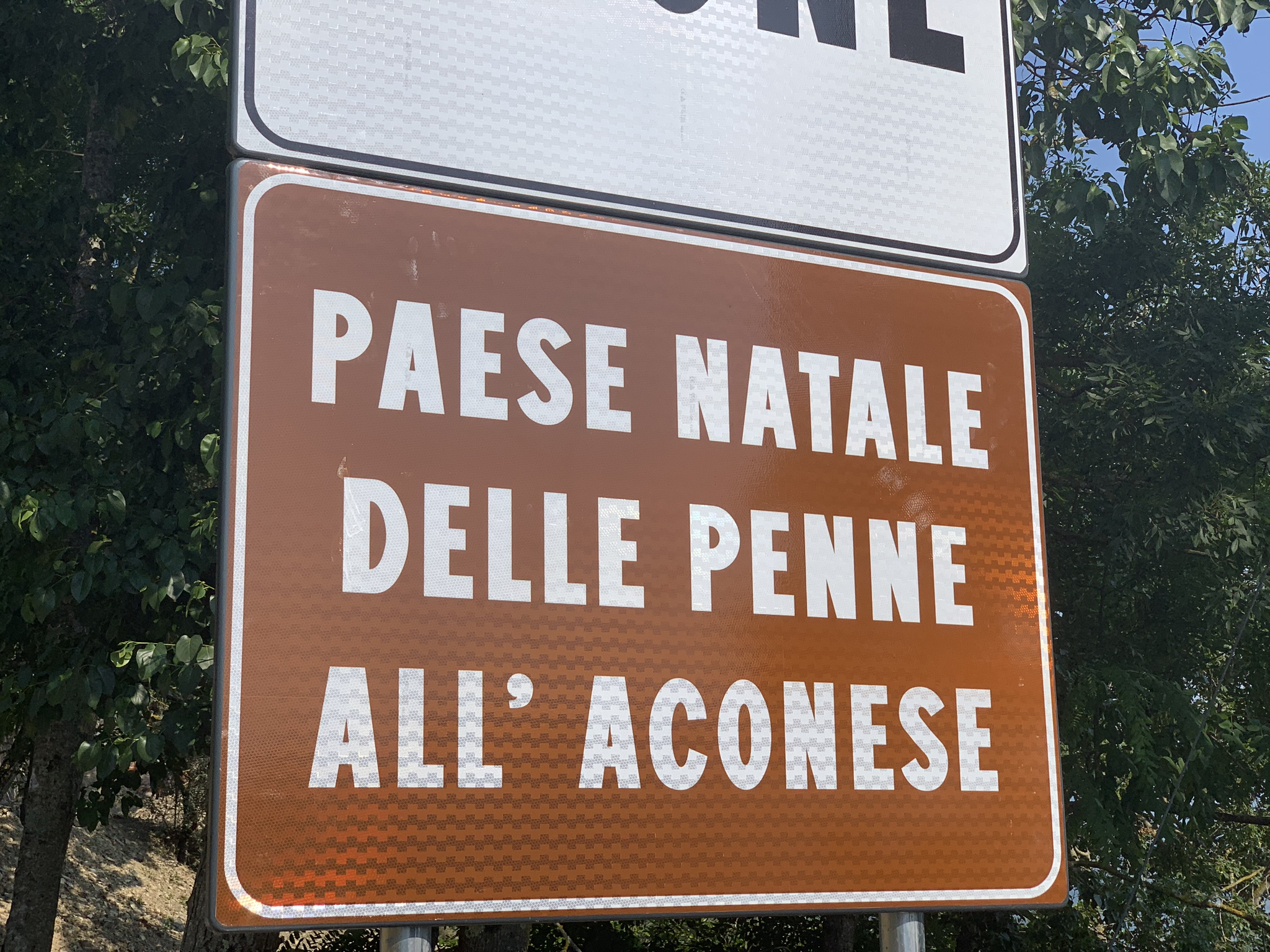
Cartello stradale posto all'ingresso della frazione di Acone

La frazione di Acone è conosciuta anche in ragione di un piatto tipico, le cosiddette Penne alla Aconese, che nel tempo sono diventate un marchio registrato presso il Ministero dello sviluppo economico, Ufficio italiano brevetti e marchi da parte della Comunità Cooperativa La Emancipatrice Società Cooperativa. Il 23 giugno 2019 il Comune di Pontassieve ha inaugurato un cartello stradale che riporta la scritta Paese natale delle Penne all'Aconese.
Il nome proprio di persona norvegese Håkon ha in Acone la sua forma italianizzata.